# Le Châtelier
Le Châtelier je francouzská obec v departementu Marne v regionu Grand Est. V roce 2015 zde žilo 54 obyvatel.

## Poloha obce
Obec leží u hranic departementu Marne s departementem Meuse.
Sousední obce jsou: Belval-en-Argonne, Givry-en-Argonne, Les Charmontois, La Neuville-aux-Bois, Possesse, Saint-Mard-sur-le-Mont a Sommeilles (Meuse).

## Vývoj počtu obyvatel
Počet obyvatel